# Re maggiore
 

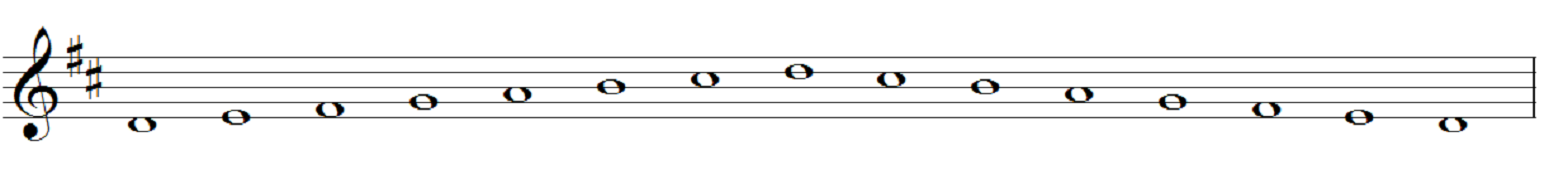
Per la scala musicale del Re maggiore, si hanno: re, mi, fa♯, sol, la, si, do♯, re (parte ascendente).

La tonalità di Re maggiore (D major, D-Dur), in musica, è incentrata sulla nota tonica Re. Può essere abbreviata in ReM oppure in D secondo il sistema anglosassone. Tra le più elementari dal punto di vista dell'esecuzione, è piuttosto semplice da eseguire con la chitarra. Era inoltre la tonalità più importante per la tromba barocca.

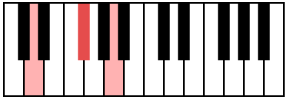
L'accordo di re maggiore (triade) è composto da Re, Fa♯, La.

L'armatura di chiave è la seguente (due diesis):
```

Alterazioni
 (da sinistra a destra): 
fa♯, do♯.
```

Questa rappresentazione sul pentagramma coincide con quella della tonalità relativa si minore.